# Raschigovi prsteni
Raschigovi prsteni su vrsta laboratorijskog pribora za primjenu u velikim aparaturama. Služe povećavanju površine unutar kolona za destilaciju ili otapanje plinova, primjerice u procesu proizvodnje klorovodične kiseline.
Raschigovi prsteni su komadi cijevi od keramike, stakla ili metala podjednakog promjera i duljine.
Izumio ih je njemački kemičar Friedrich Raschig.